# Paśnik ślazowiec
Paśnik ślazowiec (Plagionotus scalaris) – gatunek chrząszcza z rodziny kózkowatych i podrodziny kózkowych (Cerambycinae).

## Taksonomia
Gatunek ten opisany został w 1832 roku przez Gasparda Auguste’a Brullé jako Clytus scalaris. Wyróżnia się w jego obrębie dwa podgatunki:
- Plagionotus scalaris scalaris Brullé, 1832
- Plagionotus scalaris vivesi López-Colón, 1997

## Opis
Chrząszcz o ciele długości od 11 do 15 mm. Tarczkę ma nagą i połyskującą. Jego pokrywy są czarne z pięcioma poprzecznymi przepaskami z jasnożółtych włosków. Wierzchołki pokryw są zaokrąglone.
Larwy są tęgie, wydłużone. Pierwsze stadium jest barwy białej do jasnożółtej i ma od 1,5 do 2 mm długości przy przedpleczu szerokości 0,5 mm. Stadium ostatnie jest jasnożółte i ma od 20 do 26 mm długości przy przedpleczu szerokości od 4 do 6 mm. Oba stadia są podobnie zbudowane, jednak w pierwszym proporcje głowy do reszty ciała są wyraźnie większe. Głowa ma zarys mniej więcej kwadratowy i jest niemal tak długa jak szeroka. Wyposażona jest w trzy pary oczek larwalnych położonych bocznie. Aparat gębowy ma silnie poprzeczny nadustek, owalną wargę górną z długimi szczecinkami peryferyjnymi, długie szczecinki boczne na szczękach i górnej krawędzi dźwigacza trójczłonowego głaszczka szczękowego, wystającą malę o zaokrąglonym szczycie, silnej budowy dźwigacze dwuczłonowych głaszczków wargowych, zaokrąglony języczek oraz silne, trójgraniaste żuwaczki o szerokich powierzchniach żujących. Na błyszczącej tylnej części przedplecza znajduje się para zbieżnych pośrodku rowków bocznych i krótki rowek przynasadowy.
Poczwarka osiąga od 20 do 23 mm długości i zabarwiona jest jasnożółtawobrązowo. Głowa jej ma wyraźny nadustek i oczy, a pochewki czułkowe skierowane są ku tyłowi. Wszystkie segmenty tułowia są poprzeczne, ale zatułów najsłabiej. Pośrodku tylnej krawędzi przedplecza znajduje się skierowany w tył guzek. Pochewki pokryw i skrzydeł drugiej pary są pozbawione szczecinek. Widocznych jest dziewięć segmentów odwłokowych, ale ostatni tylko od spodu.

## Biologia i występowanie
Owady dorosłe obserwuje się od kwietnia do czerwca na kwiatach roślin żywicielskich. Larwy przechodzą rozwój w korzeniach ślazówek i ślazów, przy czym w środkowej Hiszpanii obserwowano preferencję ślazówki Lavatera triloba ponad ślazami. Cykl życiowy jest jednoroczny.
Owad palearktyczny o rozsiedleniu śródziemnomorskim. Znany jest z Hiszpanii, Balearów, Włoch kontynentalnych, Sycylii, Sardynii, Albanii, Macedonii Północnej, Grecji, Bułgarii, północnej Turcji (prowincja Amasya), Maroka, Tunezji i Algierii, przy czym w Afryce Północnej występuje podgatunek P. s. vivesi, a w pozostałej części zasięgu podgatunek nominatywny.